# Otto Lohse
Otto Lohse (Dresda, 21 settembre 1859 – Baden-Baden, 5 maggio 1925) è stato un compositore e direttore d'orchestra tedesco.
Lavorò anche in orchestra come violoncellista e flautista.

## Biografia
Lohse ha studiato con Hans Richter e Felix Draeseke al Conservatorio Municipale di Dresda. 
Dal 1877 al 1879 ha assunto il ruolo di violoncellista nell'orchestra di corte di Dresda; nei tre anni successivi ha insegnato pianoforte nella Scuola di Musica di Vilnius.
Dal 1882 fino al 1889 diresse a Riga l'orchestra della Società Wagneriana e della Imperial Music Society russa; 
Nei quattro anni successivi ha preso le redini, nel ruolo di primo maestro di cappella, dello Stadttheater di Riga, e dal 1893 dell'omologo teatro di Amburgo.
Durante il suo soggiorno ad Amburgo, ha sposato la cantante Katharina Klafsky.
In seguito si trasferì negli Stati Uniti, dove ottenne l'ìncarico di dirigere la Damrosch Opera Company.
Una volta rientrato in Europa, diresse a Strasburgo (1897-1904), a Colonia (1903-1911), a Bruxelles il Théâtre de la Monnaie (1911-1912), a Lipsia lo Stadttheater (1912-1923). 
Dopo la morte prematura di Katharina Klafsky sposò Josefine Kratz.
Nei primi anni del XVIII secolo si recò a Londra, dove ottenne l'incarico di insegnante di flauto e di flautista nell'orchestra del teatro dell'opera.
Diffuse negli ambienti musicali londinesi alcune musiche innovative, come quella di Arcangelo Corelli.
Ha diretto recite di opere di Richard Wagner alla Royal Opera House di Covent Garden a Londra dal 1901 al 1904. 
Il titolo onorifico di professore reale gli venne assegnato nel 1916. 
La sua unica opera, Der Prinz wider Willen, fu rappresentata per la prima volta a Riga nel 1890.
Tra le sue composizioni, annoveriamo: lieder, e l'opera Der Prinz wider Willen.